# Chromatomyia perangusta
Chromatomyia perangusta este o specie de muște din genul Chromatomyia, familia Agromyzidae. A fost descrisă pentru prima dată de Mitsuhiro Sasakawa în anul 1972.
Este endemică în Taiwan. Conform Catalogue of Life specia Chromatomyia perangusta nu are subspecii cunoscute.